# Rhodospiza
Rhodospiza is een geslacht van zangvogels uit de vinkachtigen (Fringillidae).

## Soorten
Het geslacht kent de volgende soort:
- Rhodospiza obsoleta – Vale woestijnvink